# Estados de Holanda y Frisia Occidental
Los Estados de Holanda y Frisia Occidental (en neerlandés: Staten van Holland en West-Friesland) fue la designación política de los dominios de los desaparecidos condes de Holanda a través de su consejo gobernante, establecido en el Tratado de Delft a raíz de la revuelta neerlandesa contra Felipe II de España. Fue el máximo órgano legislativo y ejecutivo de la principal entidad geopolítica neerlandesa de la época hasta 1795, con la proclamación de la República Bátava. Aunque esta designación es del órgano gobernante en sí, a través del él se reconoce por este nombre la entidad geopolítica correspondiente en general.

## Etimología
Históricamente, la gobernanza de los territorios neerlandeses, como también en otras partes, se dividía en los tres estamentos feudales: la nobleza, el clero y el tercer estamento. Juntos, conformarían los órganos de toma de decisiones, representando el poder noble, religioso y popular. La palabra «estamento» en las lenguas germánicas de la época (estate, stand, etc.), siendo empleada en el derecho continental (romano-germánico), se convertiría con el tiempo en «estado» (state), adquiriendo dos significados distintos: el de un órgano que encabeza una institución (muchas veces con variedades como staff o stab) y la designación de un territorio geopolítico (Estado y estado). Estas acepciones se arraigarían también en otras lenguas europeas, incluidas las romances.
La palabra «Estados», que estaba en uso similar también en otras regiones históricas de los Países Bajos, sirve hasta hoy para designar al parlamento del país: Estados Generales de los Países Bajos.

## Contexto y orígenes
El territorio de las Diecisiete Provincias, que surgieron de los Países Bajos borgoñones y que, bajo el Tratado de Augsburgo, estaban organizadas en los Estados Generales de Bruselas en forma de un órgano corporativo en la corte del estatúder (gobernador de los Países Bajos de los Habsburgo), ya se había separado en gran medida del Sacro Imperio Romano Germánico en el siglo XVI. En este territorio se encontraba también el condado de Holanda, que, junto a otras seis regiones se liberaría del dominio español en 1581, formando las Provincias Unidas de los Países Bajos (las siete provincias unidas bajo la Unión de Utrecht de 1579, conocidas también como República de los Países Bajos Unidos).
En el marco de esta confederación de estados, los estamentos representados en el antiguo condado de Holanda pasarían a llamarse estamentos de Holanda (a veces transliterado como estates) o estados de Holanda, con potestad para gobernar las regiones de Holanda y Frisia occidental (este último, nombre que recibía el territorio del norte de la actual provincia de Holanda Septentrional), en lo que a continuación se llegaría a denominar, por ende, los Estados de Holanda y Frisia Occidental (sobre todo en referencia a este consejo de representantes). Esta representación se formalizó en la Paz de Westfalia (que en 1648 selló la devastadora guerra de los Treinta Años), tras lo cual los Estados se trasladaron a La Haya, convirtiéndose en uno de los primeros parlamentos burgueses a nivel federal. Debido a ello, se ha llegado a llamar a los Estados de Holanda también Estados Generales (refiriéndose ambos al mismo tipo de órgano estatal), si bien lo segundo solo se denominaba así hasta 1581, cuando las siete provincias anularon su vinculación con Felipe II en el Acta de abjuración, eligiendo a propuesta del príncipe de Orange al duque de Brabante Francisco de Anjou en su lugar, si bien este no llegaría a ejercer tal poder.
Aunque teóricamente los órganos de las siete regiones tenían el mismo poder representativo en la corte hayense, en realidad, siendo la mayor entidad de la confederación (con diferencia), Holanda y su órgano de toma de decisiones (los Estados) ejercieron una hegemonía sobre toda la república. A la cabeza de este órgano se eligió al letrado estatal de los Estados de Holanda, cuyo cargo a partir de 1621 pasaría a llamarse gran pensionario, con jurisdicción de facto en toda la república.
El órgano de los Estados estaba compuesto tanto por representantes municipales como por la nobleza. El primer grupo se conformaba de los representantes de las 18 ciudades del Estado (véase a continuación). A su vez, la nobleza, encabezada por el gran pensionario, tenía cada vez más detractores, y su presencia, tan necesaria en los orígenes de la confederación, durante el proceso de separación del poder de los Habsburgo, ya no encajaba tanto con el concepto de república. En los próximos siglos, su número e influencia se irían menguando, debido entre otros a las guerras (como caballeros eran oficiales de sus respectivos territorios) y las penas de exilio e incluso ejecuciones.
A diferencia de las disputas de poder entre nobleza y ciudadanía, el otro de los tres estamentos tradicionales ni siquiera estaba representado en los Estados de Holanda, aplicando por ende una separación del clero de los asuntos de Estado. Entre otros, es donde se asentó la jurisprudencia, primera de su clase en una Europa mayoritariamente aún bajo el Antiguo Régimen, que prohibía al clero pronunciarse en asuntos políticos. En la década de 1780, los Estados, ya símbolo de un poder popular y laico, se convirtieron en el bastión de los patriottentijd, quienes buscaban democratizar el Gobierno y lucharon contra los gobernadores de las siete provincias que buscaban expandir su poder.

## Instituciones

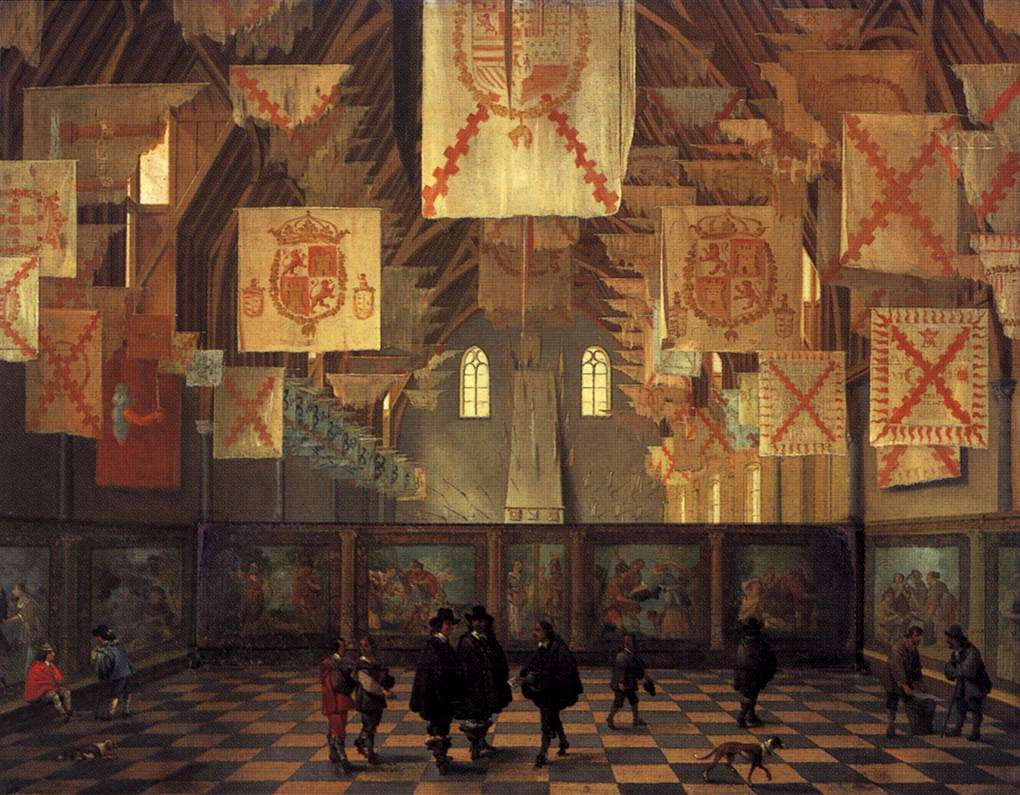
Interior de la Gran Sala de la asamblea de los Estados de Holanda en el Binnenhof, La Haya. Pintura atribuida a Bartholomeus van Bassen o Anthonie Palamedesz.

### Asamblea
La nobleza estaba normalmente representada por el letrado estatal de Holanda (o gran pensionario de Holanda), quien reunía los votos de los diez miembros de la Ridderschap (caballería) de los distintos «estamentos» (regiones/estados) de Holanda. Teóricamente, la nobleza también representaba todos los intereses rurales, incluidos los de los agricultores, al ser zonas gestionadas por la nobleza local. Los «comunes», por su parte, eran los representantes de las dieciocho ciudades holandesas, según el antiguo orden feudal: 11 del sector holandés (sur) —Dordrecht, Haarlem, Delft, Leiden, Ámsterdam, Gouda, Róterdam, Gorcum, Schiedam, Schoonhoven y Brielle—, y 7 del sector frisón occidental (norte) —Alkmaar, Hoorn, Encusa, Edam, Monnickendam, Medemblik y Purmerend—.
Aunque a las ciudades más poderosas se les permitía enviar más representantes (Ámsterdam, por ejemplo, tenía una delegación de cuatro), estos en conjunto solo tenían un voto. Una importante novedad era que todos los miembros de los Estados (es decir, los Estados de Holanda y Frisia Occidental como órgano político), incluido el letrado estatal, eran funcionarios asalariados designados. Los asuntos considerados de mayor importancia, como la recaudación de impuestos, debían decidirse por unanimidad, pero normalmente las decisiones se tomaban por mayoría. Las reuniones seguían un protocolo, según el cual, los primeros en ser «escuchados» eran los diez representantes de la nobleza y luego los dieciocho comunes. Si bien, en la práctica, era el letrado estatal quien hablaba en nombre de los primeros, con que ejercía un poder que constaba de diez votos. A su vez, el orden de palabra de los comunes seguía el antiguo orden feudal: el representante de Dordrecht primero, el de Purmerend último. En el siglo XVII los Estados de Holanda acogieron también al territorio de Zelanda, uno de las otras siete provincias (con lo que pasó a llamarse en algunas fuentes los Estados de Holanda, Zelanda y Frisia Occidental), si bien, al ser territorio pobre que no contaba con ciudades, no se incorporó a la asamblea un representante de esa región.
En aquellas decisiones que se tomaban por mayoría, esta no se hacía por votación sino como conclusión final de cada reunión basada en un resumen de las opiniones expresadas por los miembros presentes. Este resumen fue presentado por el letrado estatal siendo el presidente de la mesa, con lo que en la práctica era el primero en abordar los temas en el orden del día (en representación de los caballeros) como el último en resumirlos, confiriéndole un poder que en el futuro afianzaría su posición en la política holandesa.

### Estatúder

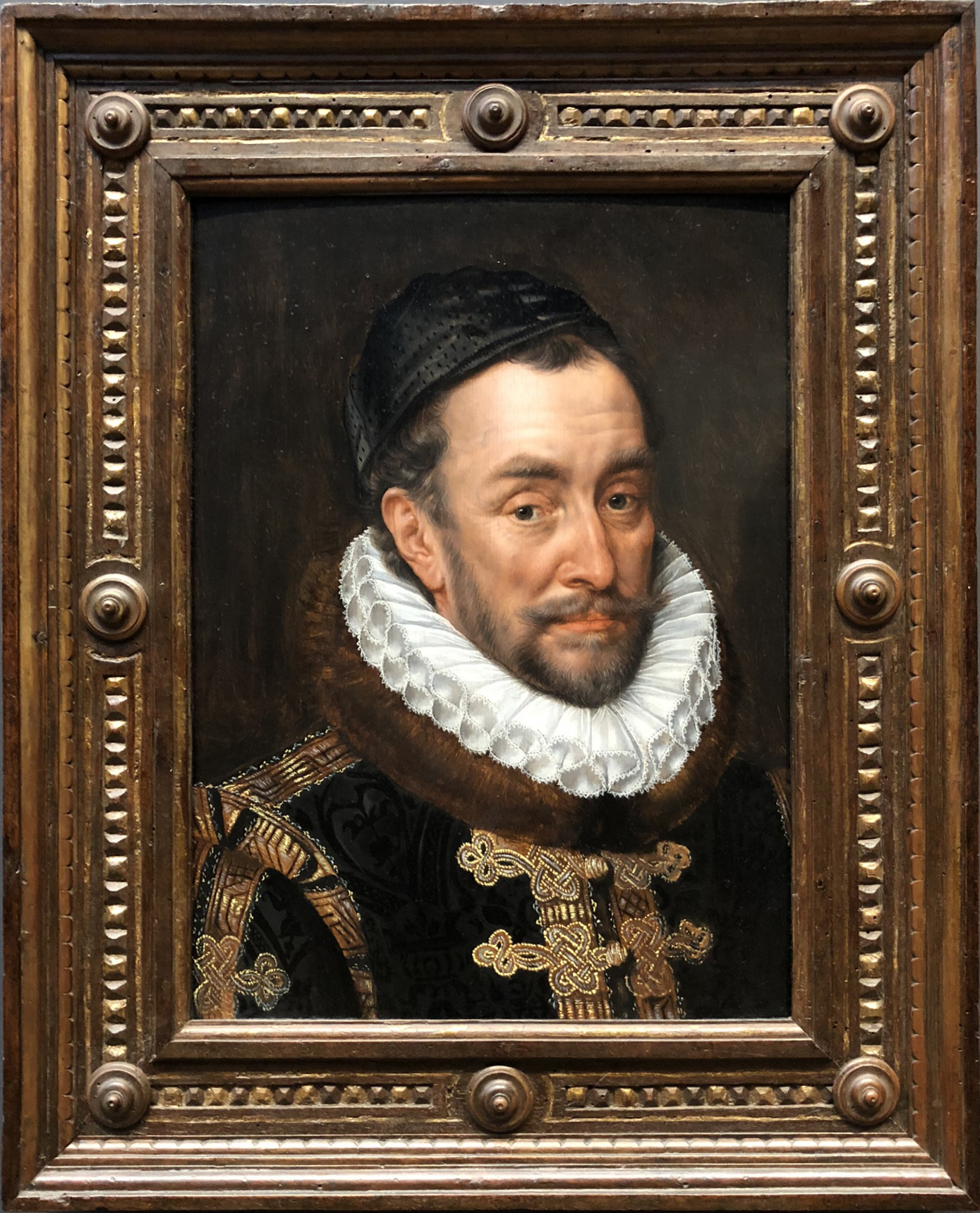
Guillermo de Orange

Al formarse las Provincias Unidas (la confederación de los siete estados), el cargo de estatúder o stadtholder, quien gobernaba las Diecisiete Provincias, pasó también a la recién fundada entidad. En su origen se trataba del «teniente» del conde de Holanda (habiéndose suprimido el título de conde al separarse las Diecisiete Provincias del dominio de los Habsburgo españoles, poniendo con ello fin al condado de Holanda). Si bien, este cargo pasó a adquirir funciones que, con el tiempo, cobrarían matices de soberanía.
La importancia del cargo de gobernador de los Estados de Holanda sería su futuro desarrollo en una monarquía hereditaria neerlandesa bajo la casa de Orange-Nassau. Fue la culminación de los esfuerzos de los partidarios de Orange (los llamados orangisten), quienes a partir de una ficción jurídica, que alegaba una incongruencia procedural durante la cesión del cargo de Guillermo de Orange a Maximiliano de Hénin-Liétard (ambos nombramientos de Felipe II cuando el territorio aún formaba parte de los Países Bajos españoles), por lo que según esta alegación Orange jamás había perdido su legitimidad como gobernador de Holanda (un cargo que en el pasado le concedía vasta influencia y la lealtad de los orangisten). Como consecuencia, la mayor parte del poder representativo en la región recaía casi en su totalidad en la casa de Orange-Nassau.
Aunque es verdad que en un principio se trataba de un cargo holandés, su poder sobre las siete provincias emanaba de una costumbre que surgió a finales del siglo XVI, según la cual los demás estados que formarían las Siete Provincias también nombraban al mismo candidato a gobernador, y que este asumía también la función de comandante en jefe de las fuerzas armadas. Etimológicamente, el término Estado Mayor proviene de esta época, en la que el estatúder (de ‘estado’ o ‘estamento’) encabezaba tanto los Estados Generales (poder político) como el Estado Mayor (poder militar). Con su poder reforzado a partir de 1619 (véase a continuación), tenía derecho a nombrar a los alcaldes de todas las ciudades, siempre de entre dos candidatos propuestos por el comité de nombramientos de cada ciudad. Los alcaldes, a su vez, elegían a los funcionarios que actuaban como representantes de sus respectivas ciudades en los Estados de Holanda y Frisia Occidental.

### Letrado estatal de los Estados de Holanda

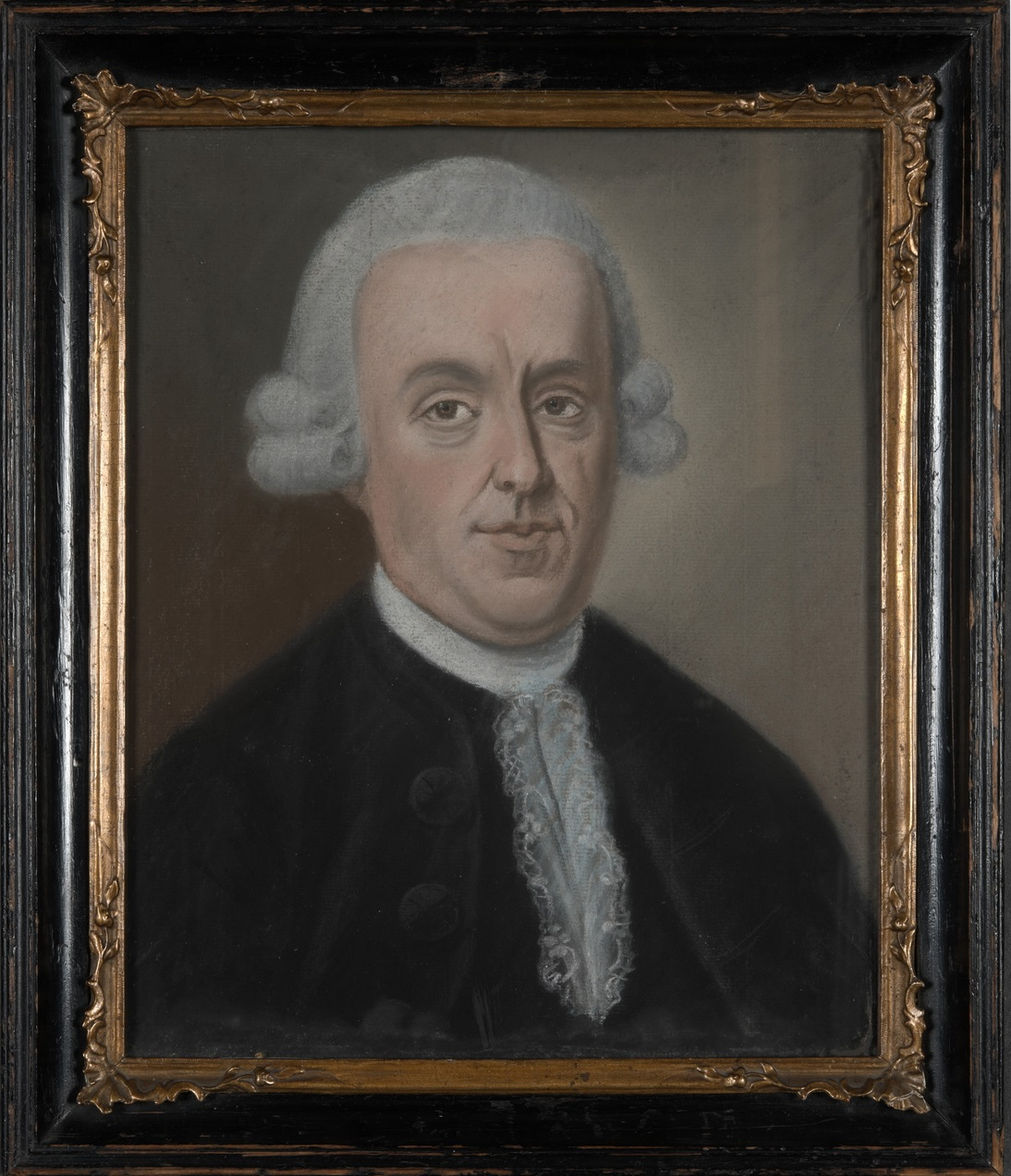
B. van Assendelft, primer letrado estatal de Holanda.

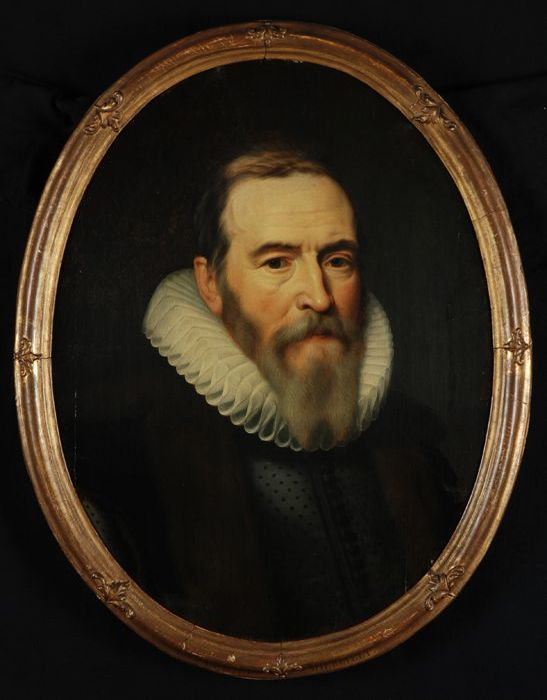
J. van Oldenbarnevelt, último letrado estatal antes de la instauración del gran pensionario.

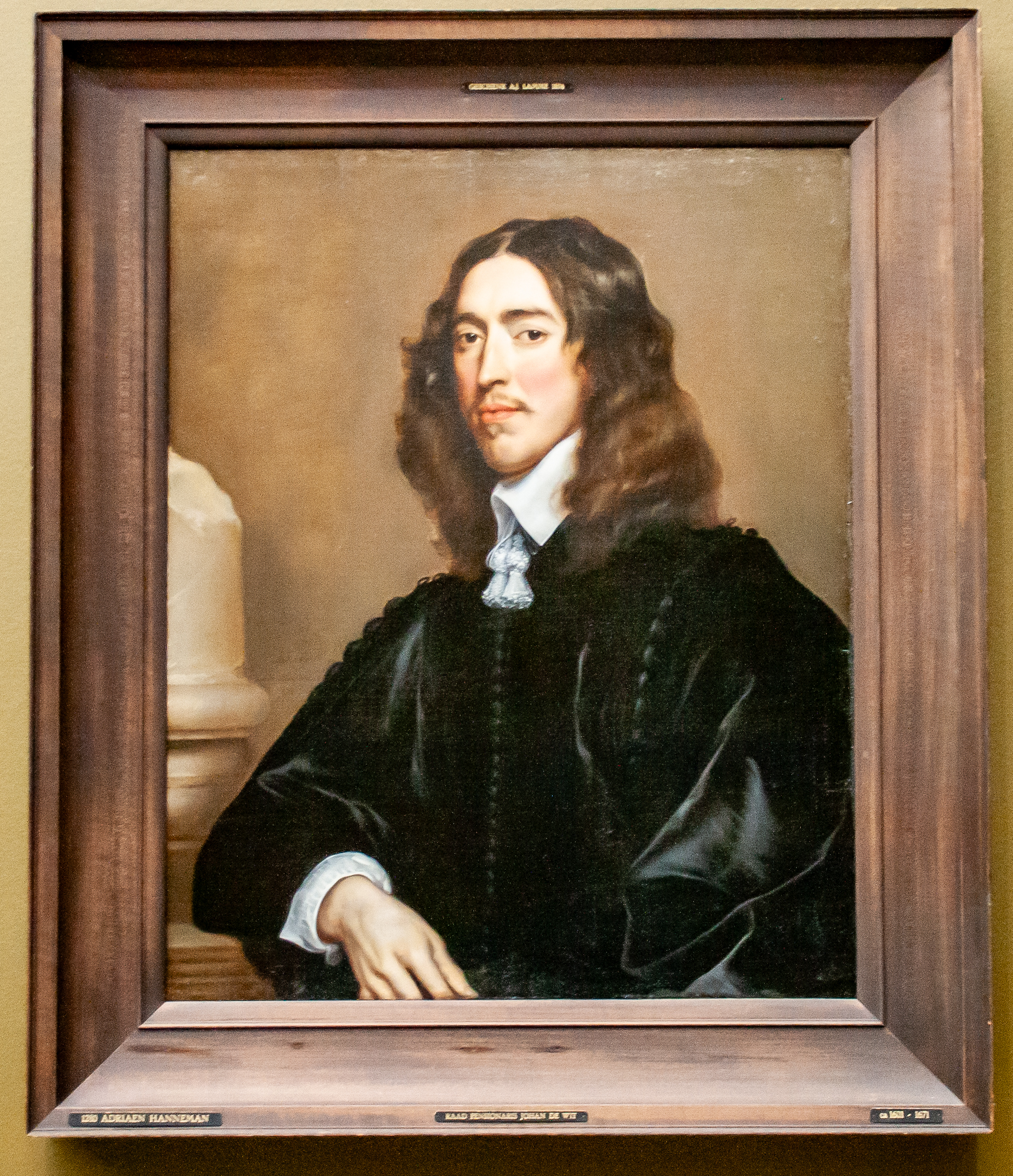
Johan de Witt, jefe de la delegación de Dordrecht en los Estados desde 1650 y gran pensionario a partir de 1653, quien ejerció gran poder en la República.

El landsadvocaat, comúnmente traducido en ‘letrado estatal’ o ‘defensor estatal’, presidió los Estados de Holanda, Zelanda y Frisia Occidental. El cargo, introducido a finales del siglo XIV, se elegía casi siempre a partir del pensionario municipal de una de las dieciocho ciudades, normalmente de las principales. En 1619 sería sustituido por el del gran pensionario (en neerlandés: Raadpensionaris), aunque durante tiempo se usaban ambas designaciones como sinónimos.
El origen del cargo y su nombre se remonta a los Países Bajos borgoñones, que contaban en algunas de las regiones con una «oficina municipal de pensionarios», una institución en principio nobiliaria en la que ejercía un advocaat ende pensionaris o advocaat van’t land (siendo el origen del nombre del cargo). En 1480, poco antes de la separación de las Diecisiete Provincias, un grupo de caballeros impulsaron la contratación de Barthout van Assendelft como letrado estatal de Holanda y Frisia Occidental, convirtiéndose por ende en el primero en el cargo.
Más allá de ser representante y portavoz de la caballería holandesa, el letrado estatal también era responsable de los temas comerciales que debían ser debatidos por los Estados Generales holandeses (sobre todo novedades). Debido a la solidez financiera de Holanda, que aportaba dos tercios de la facturación de las Provincias Unidas, el cargo se convirtió en el más influyente dentro de la República después del de estatúder, con el que compartió el poder.
Antes de convertirse en el gran pensionario, el poder del cargo emanaba sobre todo de la nobleza local, con una influencia cada vez mayor sobre los asuntos de los Estados. En consecuencia, los más influyentes letrados estatales fueron los últimos en el cargo antes de su adaptación: Paulus Buys y Johan van Oldenbarnevelt. Tras la muerte de este último y la adopción del cargo del gran pensionario, los príncipes de Orange, siendo estatúderes de Holanda, ganaron gran poder sobre los Estados. Aun así, varios grandes pensionarios retuvieron el control del órgano gobernante al manejar las finanzas de las Siete Provincias, convirtiéndose en ocasiones en rivales de los estatúderes de Orange (en lo que se consideraba una puja entre el republicanismo y la nobleza). Quizá el ejemplo más destacado fue el de Johan de Witt, quien, junto a su tío, Cornelis de Graeff, fomentaron el modelo republicano contra el estatúder, ganando poder en la acomodada clase comerciante y ejerciendo un control casi hermético sobre los movimientos de capital dentro de la confederación.

## Disolución
Los Estados de Holanda en sus distintas fases (Holanda y Frisia Occidental; y Holanda, Zelanda y Frisia Occidental) se disolvieron en 1795 con la fundación de la República Bátava, aunque sobre el terreno ya durante la Revolución Bátava.(por la enemistad interna en las propias instituciones). En un principio fueron reemplazados por la asamblea de los representantes provisionales del Pueblo Holandés, cuya cámara de representantes formaba parte de los Estados Generales de la República Bátava.
Toponímicamente, el nombre de Holanda y Frisia Septentrional daría lugar en años posteriores a dos regiones: Holanda Meridional y Holanda Septentrional. Dentro de esta última, ha sobrevivido hasta la actualidad una pequeña región llamada Frisia Occidental.